# Murder in Provence
Murder in Provence est une série télévisée britannique en 3 épisodes de 90 minutes, créée par Shellag Stephenson d'après les romans de M. L. Longworth et diffusée depuis  le 1er mars 2022 et le sur le réseau ITV et sur la plateforme BritBox. Cette série est inédite dans tous les pays francophones.

## Synopsis
Antoine Verlaque est un juge d'instruction , au volant de sa Citroën DS21, il mène à charge et à décharge des instructions judiciaire dans la region d'Aix-en-Provence il collabore avec la commandante Hélène Paulik de la brigade criminelle .

## Distribution
- Roger Allam : Antoine Verlaque
- Patricia Hodge : Florence Bonnet
- Keala Settle : Hélène Paulik
- Nancy Carroll : Marine Bonnet
- Geff Francis : François Roussell

## Épisodes

### Première saison (2022)
1. Épisode 1
2. Épisode 2
3. Épisode 3